# Ким, Пётр Геннадьевич
Пётр Геннадьевич Ким — начальник Управления по контролю за оборотом наркотиков Кабинета Министров Республики Узбекистан .

## Биография
Родился и вырос в Средне-Чирчикском районе Ташкентской области Республики Узбекистан.
До и в период службы в рядах вооруженных сил занимался боксом, серебряный призер Вооруженных Сил СССР и призер чемпионата Узбекистан
Мастер спорта СССР по боксу. Окончил специальную школу Министерства внутренних дел СССР и юридический факультет Ташкентского Государственного университета(1984). Работал в органах МВД инспектором, заместителем начальника, начальником Уголовного розыска района. В период с 1984 по 1987 годы занимал должность заведующего общим отделом, а затем организационно-инструкторским отделом Октябрьского районного Исполнительного Комитета города Ташкента.
С 1987 года — в органах прокуратуры Республики Узбекистан занимал должность помощника прокурора города, старшего прокурора Главного следственного Управления по надзору за следствием и дознанием в органах МВД и Таможенного комитета прокуратуры Республики Узбекистан. В 1995—1997 гг. Старший помощник прокурора города Ташкента по надзору за исполнением законов направленных на борьбу с наркоманией. Избирался Народным Депутатом районного Совета народных депутатов города Ташкента.

## Награды
Награждён медалью «За безупречную службу в органах МВД» 1,2 и 3 степеней. По линии борьбы с наркотиками и организованной преступностью стажировался в городах Москва (МВД и Генеральная прокуратура России), Сеул (Прокуратура города, Южная Корея), Висбаден (Главное управление уголовной полиции Германии), Вашингтон (Государственный Департамент, Академия ФБР)
(Brut I Kim — «Uzbekistan Koreans: WHO IS WHO» (Справочное издание Посольства Кореи в Узбекистане. Корейцы Узбекистана «Кто есть кто», Справочник телефонных номеров  Правительства Узбекистана за 2001 год (Руйхати)